# Cartulaire des Trencavel
Le cartulaire des Trencavel (parfois aussi appelé Liber Instrumentorum vicecomitalium (du latin «Livre des instruments des vicomtés» ou, dans les études anciennes, Cartulaire de Foix), est un cartulaire réalisé entre la fin du XIIe siècle et le début du XIIIe siècle pour la famille Trencavel.

## Présentation
Il contient la copie de 616 actes dont 31 sont redoublés soit 585 actes différents. Les actes les plus anciens datent du début du XIe siècle et le plus récent de 1214. Ces actes nous transmettent d'importantes coutumes féodales relatives aux terres des Trencavel, à savoir les vicomtés d'Albi, Agde, Béziers, Carcassonne, Nîmes et le Razès, Le document est conservé sous forme de manuscrit du XIIe siècle, aujourd'hui conservé à la Société Archéologique de Montpellier, où il est coté MS 10.
La collation du Liber a commencé probablement entre 1186 et 1188, sous la direction de Roger II Trencavel. Il a été réalisé en deux étapes et occupe 248 folios. Le travail initial a été effectué par deux scribes dans une écriture "proto-gothique" claire mais comprenant de nombreuses abréviations, avec un peu d'initiales ornées. En 1206,  quelques chartes des années 1190 et des premières années du nouveau siècle, ainsi que certains documents plus anciens de 1176 à 1185 qui avaient été omis dans la première collation, ont été ajoutés par un scribe différent, utilisant une écriture plus petite et plus ronde. Le dernier ajout au cartulaire a été un document rapportant de la cession de ses biens par Bernard Aton VI Trencavel à Simon de Montfort en 1214. Les premières chartes du XIe siècle concernent en général la vicomté d'Albi, la première vicomté des Trencavel, mais la majorité des chartes datent du milieu et de la fin du XIIe siècle.
321 des chartes (55 %) sont des serments de fidélité, 79 sont « des attributions, des reconnaissances, des ventes, des prêts hypothécaires » de fiefs,, et 57 sont des «convenientiae» (accords). Une faible proportion des convenientiae rapportent d'autres serments. Il est clair à partir de la proportion des différents documents dans le cartulaire que «la puissance des Trencavel reposait sur le serment».
Son organisation implique qu'il était utilisé comme un argument pour assoir le pouvoir des Trencavel. Par exemple, il contient le testament supposé de Roger le Vieux, le fondateur de la maison. Le contenu du cartulaire est organisé selon un ordre géographique, disposé de manière à présenter la seigneurie des Trencavel tant sur le plan régional et que territorial. Cette forme d'organisation du pouvoir se retrouve dans les cartulaires contemporains : le Liber feudorum maior (et son pendant, le Liber feudorum Ceritaniae) des comtes de Barcelone et le Liber instrumentorum memorialium des Guilhem de Montpellier, avec lesquels il est souvent comparé. Le Cartulaire Trencavel ne contient pas de documents relatifs à l'Église, séculaire ou monastique. Il a été augmenté de façon périodique, et semble avoir été essentiellement un monument du pouvoir des Trencavel.

### Analyse des actes
- Dovetto, Joseph. 1997. Cartulaire des Trencavel: analyse détaillée des 617 actes, 957–1214. Centre de recherches et d'information historiques des conférenciers de la Cité. Carcassonne, 1977. (Compte rendu de l'ouvrage).

### Études
- Cheyette, Frederic L. 1976. "The Castles of the Trencavels: A Preliminary Aerial Survey." Order and Innovation in the Middle Ages: Essays in Honor of Joseph R. Strayer, William Chester Jordan, Bruce McNab, and Teofilo F. Ruiz, edd. (Princeton), 255–72.
- Cheyette, Fredric L. 1988. "The 'Sale' of Carcassonne to the Counts of Barcelona (1067–1070) and the Rise of the Trencavels." Speculum, 63(4), 826–864.
- Cheyette, Fredric L. 2001. Ermengard of Narbonne and the World of the Troubadours. Ithaca: Cornell University Press.  (ISBN 0-8014-3952-3).
- Débax, Hélène. 1993. "Le cartulaire des Trencavel (Liber instrumentorum vicecomitalium)." Les cartulaires: Actes de la table ronde organisée par l'École nationale des chartes et le G.D.R. 121 du C.N.R.S. (Paris, 5–7 décembre 1991), Olivier Guyotjeannin, Laurent Morelle, et Michel Parisse. Mémoires et documents de l'École des chartes, 39 (Paris: École des Chartes), p. 291–299.
- Débax, Hélène 2006.  "Un cartulaire, une titulature et un sceau: le programme politique du vicomte Roger II (Trencavel) dans les années 1180." Les cartulaires méridionaux, École des chartes, pp.125-143, 2006, Études et rencontres de l’École des chartes.
- Graham-Leigh, Elaine. 2005. The Southern French Nobility and the Albigensian Crusade. Woodbridge: The Boydell Press.  (ISBN 1-84383-129-5).
- Evergates, Theodore. 2003. Littere Baronum: The Earliest Cartulary of the Counts of Champagne. Medieval Academy of America. Toronto: University of Toronto Press, 2003.  (ISBN 0-8020-8762-0)
- Kosto, Adam J. 2001. Making Agreements in Medieval Catalonia: Power, Order, and the Written Word, 1000–1200. Cambridge: Cambridge University Press.  (ISBN 0-521-79239-8).
- Kosto, Adam J. 2001. "The Liber feudorum maior of the Counts of Barcelona: The Cartulary as an Expression of Power." Journal of Medieval History, 27(1), 1–22.